# Elección real polaco-lituana de 1733
La elección real polaco-lituana se llevó a cabo el 12 de septiembre de 1733.

## Desarrollo
El 1 de febrero de 1733, el rey de Polonia y gran duque de Lituania Augusto II el Fuerte murió en Varsovia, dejando la Mancomunidad polaco-lituana sin monarca. Otra elección real fue necesaria. Esta vez, la nobleza polaco-lituana se opuso firmemente a un candidato extranjero, como el portugués Duque Infante Manuel, conde de Ourem, que fue apoyado por el Imperio ruso y el Imperio de los Habsburgo (ver Tratado de las Tres Águilas Negras).
Durante la Convocatoria Sejm (junio de 1733), el Primado de Polonia, el interrex Teodor Potocki sugirió que ninguna candidatura extranjera debería siquiera ser considerada en la elección. Esta moción fue aceptada por dos familias de magnates más poderosas: la familia Potocki y la familia Czartoryski. Además, la nobleza conservadora católica prohibió a los protestantes en todas las oficinas públicas. A la luz de estos acontecimientos, el exrey Stanisław I Leszczyński surgió como el candidato más obvio. El mismo Leszczyński no fue bien recordado en la Mancomunidad, ya que durante su reinado (1704-1709) fue un títere del Imperio sueco, y dejó la Mancomunidad después de la Batalla de Poltava. En 1725, su hija María se casó con Luis XV de Francia, y se convirtió en Reina consorte de Francia y Navarra. Como resultado de este matrimonio, la popularidad de Leszczyński entre la nobleza polaca fue generalizada, ya que había esperanzas de que su elección elevaría la posición internacional de Polonia y terminaría con los argumentos internos dentro de la Mancomunidad. 
En julio de 1733, Leszczyński apareció en Versalles, y poco después, Francia reunió una fuerza naval, que debía transportar al territorio polaco de Brest a Gdańsk. Estos preparativos, sin embargo, fueron una estratagema del cardenal Andre-Hercule de Fleury, que no quería arriesgarse a un conflicto con Inglaterra. Por lo tanto, Leszczyński, disfrazado de comerciante llamado Ernest Bromback, acompañado por el oficial del ejército francés Dandelot, llegó a Polonia por tierra, después de un viaje por Alemania.
El 12 de septiembre de 1733, la nobleza, reunida en Wola cerca de Varsovia, eligió a Leszczyński como nuevo rey de Polonia. En la votación popular, recibió el apoyo de 13,500 electores. Esta noticia fue recibida en París con alegría, pero poco después de las elecciones, el nuevo rey tuvo que huir a Gdańsk, donde esperaba la asistencia militar francesa. Leszczyński temía a un ejército ruso de 30,000 efectivos, que ingresó a la Commonwealth a principios de agosto. Los rusos organizaron una elección real separada (5 de octubre), con solo 1,000 electores, que votaron por Augusto III , el hijo de Augusto II el Fuerte. Estos eventos marcaron el comienzo de un gran conflicto europeo, conocido como Guerra de la Sucesión Polaca.
Una guerra civil también estalló en la Commonwealth. El ejército ruso tomó Cracovia, donde Augusto III fue coronado el 17 de enero de 1734. Eventualmente, ejércitos rusos y sajones derrotaron a los partidarios de Leszczyński (ver Asedio de Danzig (1734)), y en 1736, el Sejm de Pacificación confirmó el ascenso de Augusto III al trono polaco.